# ランタン
ランタン（独: Lanthan [lanˈtaːn]、英: lanthanum [ˈlænθənəm]）は、原子番号57の元素。元素記号は La。柔らかく、展延性がある銀白色の金属で、空気にさらすとゆっくりと錆び、ナイフで切れるほど柔らかくなる。周期表におけるランタンからルテチウムまでの15の類似元素のグループであるランタノイドの名前の由来であり、そのグループの先頭及びプロトタイプである。第6周期の遷移金属の最初の元素とみなされることもあり、これは第3族に置かれることになるが、代わりにルテチウムがこの位置に置かれることもある。ランタンは伝統的に希土類元素に含まれる。通常の酸化数は+3である。ヒトでは生物学的役割はないが、一部の細菌にとっては不可欠である。特にヒトに有毒ではないがいくらかの抗菌活性を示す。ランタン原子の基底状態は2D3/2、イオンの基底状態は1Sと表される。
ランタンは通常セリウムや他の希土類元素と一緒に生じる。ランタンは1839年に硝酸セリウムの不純物としてスウェーデンの化学者カール・グスタフ・モサンデルにより発見された。それゆえに、名称 lanthanum は古代ギリシア語で「隠れる」を意味する λανθάνειν（lanthanein）に由来する。希土類元素に分類されるが、地殻中に28番目に多く存在し、鉛の約3倍の量存在している。モナザイトやバストネサイトなどの鉱物において、ランタンは含まれるランタノイドの約4分の1を構成している。ランタンは、1923年まで純粋なランタン金属が単離されなかったほど複雑な過程を経ることで、これらの鉱物から抽出される。
ランタンの化合物は触媒、ガラスの添加剤、スタジオ用の照明や映写機の炭素アーク灯、ライターやトーチの点火元素、電子陰極、シンチレータ、GTAW電極など多くの用途がある。炭酸ランタンは腎不全で血液中のリン酸塩濃度が高い場合のリン酸塩結合剤として使用される。

## 特徴

### 物理的性質
ランタンはランタン系列（ランタノイド）のプロトタイプとなる最初の元素である。周期表では、アルカリ土類金属であるバリウムの右、ランタノイドのセリウムの左に位置する。ランタンは、軽い同族体のスカンジウム、イットリウムや重い放射性のアクチノイドとともに第3族元素と考えられているが、この分類は議論されることもある。スカンジウム、イットリウムやアクチニウム同様、ランタン原子の57個の電子は[Xe]5d16s2という配置になっており、3つの価電子が貴ガス中心の外側にある。化学反応においては、ほとんどの場合酸化数+3を形成するために5dおよび6s亜殻からこれら3つの価電子を放出し、貴ガスであるキセノンの安定配置を達成する。いくつかのランタン(II)化合物も知られてはいるが、ずっと安定性が低い。
ランタノイドの中でも、ランタンは任意の4f電子を持っていないため例外的である。実際、ランタノイドの化学的性質にとって重要な4f軌道の急激な収縮とエネルギー低下はセリウムで生じ始める。それゆえ、強い常磁性を持つ以降のランタノイド（最後の2つであるイッテルビウムとルテチウムは例外で4f殻が完全に満たされている）とは異なり非常に弱い常磁性を持つだけである。さらに、3価のランタノイドの融点は6s, 5d, 4f電子のハイブリッド形成の程度に関係しているため、ランタンの融点は全ランタノイドの中でセリウムに次いで2番目に低い920 °Cである。ランタノイドは左から右にいくほど硬くなり、その予想通りランタンは柔らかい金属である。室温で615 nΩmと比較的高い抵抗率を持っており、これと比較して良い導体であるアルミニウムは26.50 nΩmに過ぎない。ランタノイドの中で最も揮発性が低い。ほとんどのランタノイド同様、室温で六方晶構造を持つ。310 °Cで面心立方構造に変化し、865 °Cで体心立方構造に変化する。

### 化学的性質
周期表の傾向から予想されるように、ランタンはランタノイドで最大の原子半径を持ち、安定な第3族元素である。したがって、ランタノイドの中で最も反応性が高く、空気中でゆっくりと錆び、容易に燃焼して酸化カルシウムとほぼ同じ塩基性の酸化ランタン(III)La2O3を形成する。ランタンのセンチメートルサイズの試料はアルミニウムやランタンの軽い同族体であるスカンジウムやイットリウムのように保護酸化物コーティングを形成するのではなく鉄の錆のように酸化物が破砕するため、1年で完全に腐食する。ランタンは室温でハロゲンと反応して三ハロゲン化物を形成し、温めると非金属の窒素、炭素、硫黄、リン、ホウ素、セレン、ケイ素およびヒ素と二元化合物を形成する。水とゆっくり反応して水酸化ランタン(III)La(OH)3を形成する。希硫酸中では、容易に水和三陽性イオン[La(H2O)9]3+を形成する。La3+はf電子を持たないため、水溶液中では無色である。ランタノイドの中で最も強く最も硬い塩基であり、これはランタノイドの中で最大であることから予想される。

### 同位体

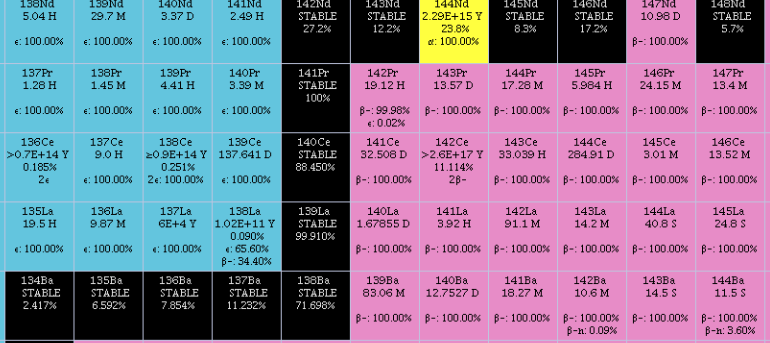
バリウム(Z = 56)からネオジム(Z = 60)までの安定同位体（黒）を示す核種の図の抜粋

自然発生するランタンは安定した139Laと原始の長寿命放射性同位体である138Laの2つの同位体で構成される。139Laの方がずっと多く、天然ランタンの99.910%を占める。これはs過程（低度から中程度の質量の星で生じる低速中性子捕獲）およびr過程（コア崩壊超新星で生じる高速中性子捕獲）で生成する。非常にまれな同位体138Laは数少ない原始奇数奇数原子核の1つであり、半減期は1.05×1011 年と長い。これはs過程とr過程で生成できない陽子の多いp原子核の1つである。138Laはより珍しい180mTaとともにニュートリノが安定した原子核と相互作用するν過程で生成される。他の全てのランタンの同位体は合成により作られ、半減期が約6万年の137Laを除いては、半減期はすべて1日未満であり、ほとんどの半減期が1分未満である。同位体139Laおよび140Laはウランの核分裂により生じる。

## 化合物
酸化ランタンは、それを構成する元素を直接反応させることで調製できる白色固体である。La3+イオンが大きいため、La2O3は六方晶7配位構造をとり、高温では酸化スカンジウム(Sc2O3)や酸化イットリウム (Y2O3) の6配位構造に変化する。水と反応すると水酸化ランタンが生成し、この反応では多くの熱が生じシューという音がする。水酸化ランタンは大気中の二酸化炭素と反応して塩基性炭酸塩を生成する。
フッ化ランタンは水に不溶であり、La3+の存在を確認するための定性試験として使うことができる。重いハロゲン化合物はすべて非常に可溶性の高い潮解化合物である。無水ハロゲン化合物は、水和物を加熱すると加水分解を引き起こすため、それらの元素の直接反応により生成される。例えば、水和したLaCl3を加熱するとLaOClが生成される。
ランタンは水素と発熱的に反応して二水素化物LaH2を生成する。これは黒色で自然発火し、脆くフッ化カルシウム構造の導電性化合物である。これは非化学量論的な化合物であり、より塩であるLaH3となるまで電気伝導度の損失を伴う水素のさらなる吸収が可能となる。LaI2やLaIと同様に、LaH2はおそらく電子化物である。
La3+はイオン半径が大きく電気的陽性度が大きいため、結合に対する共有結合の寄与はあまりなく、したがってイットリウムや他のランタノイドのように限定的な配位化学を持つ。シュウ酸ランタンはアルカリ金属シュウ酸溶液にはあまり溶解せず、[La(acac)3(H2O)2]は500 °C付近で分解する。酸素はランタン錯体の中で最も一般的なドナー原子である。この錯体はほとんどがイオン性であり、しばしば6以上の高い配位数を有し、8が最も特徴的であり、反四角柱形とデルタ十二面体構造を形成する。これらの高配位種はLa2(SO4)3·9H2Oのようなキレート配位子を用いることで配位数は12にまでなり、しばしば立体化学的な要因により対称性が低い。
ランタンの化学的性質は元素の電子配置のためにπ結合を伴わない傾向があり、それゆえ有機金属化学は非常に限られている。最も特徴的な有機ランタン化合物は、テトラヒドロフラン中で無水のLaCl3をNaC5H5と反応させて作られるシクロペンタジエニル錯体La(C5H5)3やそのメチル置換誘導体である。

## 歴史

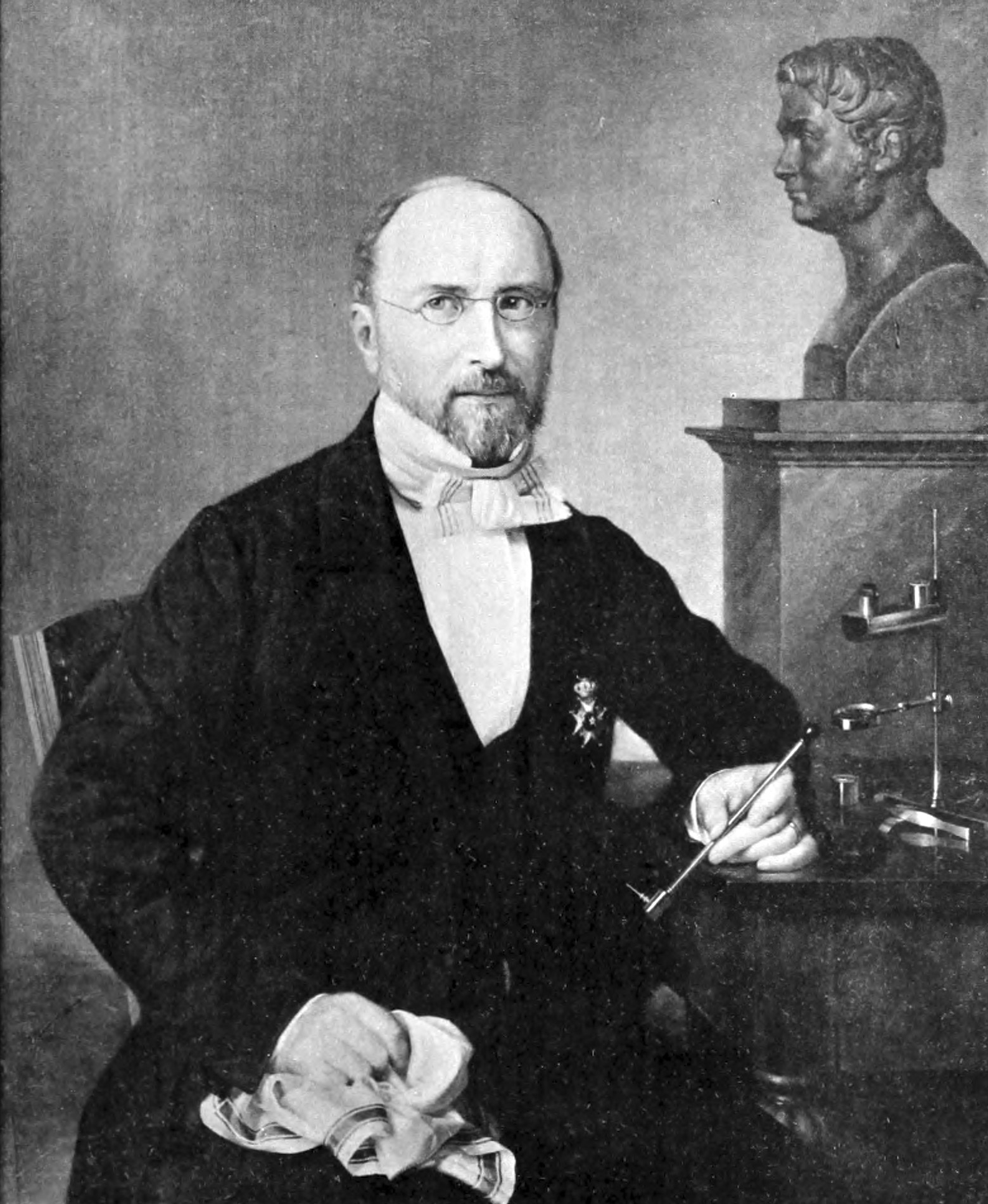
カール・グスタフ・モサンデル、ランタンの発見者

1751年、スウェーデンの鉱物学者アクセル・フレドリク・クルーンステットはBastnäsの鉱山から重い鉱物を発見した。これは後にセライト（cerite）と命名される。30年後、15歳のVilhelm Hisingerが家族が所有していた鉱山からその試料をカール・シェーレに送ったが、シェーレはその中に新元素を発見することはできなかった。1803年、Hisingerが ironmaster となった後、イェンス・ベルセリウスとともにこの鉱物に立ち返り新たな酸化物を単離し、2年前に発見された準惑星セレスにちなんでセリア (ceria) と名付けた。セリアは同時に独立にドイツでマルティン・ハインリヒ・クラプロートにより単離された。1839年から1843年まで、セリアはベルセリウスと同じ家に住んでいたスウェーデンの外科医・化学者のカール・グスタフ・モサンデルにより酸化物の混合物であることが示された。彼は2つの酸化物を分離し、ランタナ（lanthana）とジジミア（didymia）と名付けた。彼は硝酸セリウムの試料を空気中で焙じ、得られた酸化物を希硝酸で処理することで部分的に分解した。ランタンの特性はセリウムの特性とわずかに異なるのみで、その塩の中で一緒に発生するため、これを古代ギリシア語の λανθάνειν [lanthanein]（隠れる、人目を避ける）から命名した。比較的純粋なランタン金属は、1923年に最初に単離された。

## 存在比・製造
ランタンはすべてのランタノイドの中で3番目に豊富に存在する。地殻の39 mg/kgを占め、これはセリウムの66.5 mg/kgとネオジムの41.5 mg/kgに次ぐ多さである。地殻では鉛の約3倍存在する。いわゆる「希土類元素」に含まれているが、このように全く珍しくない。しかし、石灰やマグネシアなどの「一般的な土類」よりはまれであり、歴史的に少数の堆積物しか知られていないためこのような名前がついている。採掘過程が難しく、時間がかかり、高価であるため希土類金属と見なされている。希土類鉱物で見つけられる主要なランタノイドであることは滅多になく、化学式では通常セリウムの方が多い。Laの方が多い鉱物の珍しい例はモナザイト-(La)や ランタナイト-(La)である。

La3+イオンは周期表ですぐ後に続くセリウムグループの前半のランタノイド（サマリウムとユーロピウムまで）と同様の大きさであるため、リン酸塩、ケイ酸塩、炭酸塩などの鉱物でそれらと一緒に生じる傾向にある。鉱物にはモナザイト (MIIIPO4) やバストネサイト (MIIICO3F)があり、ここでMはスカンジウムおよび放射性プロメチウム（ほとんどはCe, La, Y）を除くすべての希土類金属を指す。バストネサイトは通常、トリウムと重いランタノイドが不足しており、これから軽いランタノイドの精製にはあまり関わらない。鉱石は粉砕されたのち最初高温の濃硫酸で処理され、二酸化炭素、フッ化水素、四フッ化ケイ素が生じる。次に生成物は乾燥され水で浸出され、ランタン含む前半のランタノイドのイオンが溶液中に残る。
通常全ての希土類とトリウムを含むモナザイトに対する手順の方がより複雑になる。モナザイトはその磁気特性により、電磁分離を繰り返すことで分離できる。分離後、熱濃硫酸で処理すると、希土類の水溶性硫酸塩が生じる。酸性の濾過液は水酸化ナトリウムで部分的に中和され、pH 3–4になる。トリウムは水酸化物として溶液から沈殿し取り除かれる。この後、溶液をシュウ酸アンモニウムで処理し、希土類を不溶性のシュウ酸塩に変化させる。シュウ酸塩はアニーリングにより酸化物に変化する。酸化物は硝酸に溶かされ、その酸化物が硝酸に不溶であり、主要な成分の1つであるセリウムが取り除かれる。ランタンは結晶化により硝酸アンモニウムとの複塩として分離される。この塩は他の希土類複塩よりも溶解度が比較的低いため、残留物として残る。強力なガンマ線を放出する232Thの娘である228Raが含まれているため、一部の残留物を処理するときには注意が必要である。ランタンは隣接するランタノイドがセリウム1つであるため比較的簡単に抽出できる。セリウムは酸化数+4に酸化されることを利用して取り除くことができる。その後、La(NO3)3·2NH4NO3·4H2の分別晶析法の歴史的な方法、もしくはより高い純度が望まれる場合はイオン交換技術によりランタンを分離することができる。
金属ランタンはその酸化物を塩化アンモニウムまたはフッ化アンモニウム及びフッ化水素酸とともに300-400 °Cで加熱して塩化物やフッ化物を生成することにより得られる。
La2O3 + 6 NH4Cl → 2 LaCl3 + 6 NH3 + 3 H2O
これに続いて真空中もしくはアルゴン雰囲気中ではアルカリまたはアルカリ土類金属による還元が行われる。
LaCl3 + 3 Li → La + 3 LiCl
また、純粋なランタンは高温で無水LaCl3およびNaClかKClの溶融混合物の電気分解によっても生成できる。

## 用途
La2O3 がセラミックコンデンサや、光学レンズの材料に使われる。また、LaNi5 は水素吸蔵合金として注目されている。炭酸ランタンが腎不全患者のリン吸収阻害薬（腸管内でリン化合物を形成し吸収を阻害する）として使用されている。
ヨハネス・ベドノルツとカール・アレクサンダー・ミュラーが最初に発見（発表）した高温超伝導物質（この時点では転移温度は、それほど高温ではなかった）がランタンを含む銅酸化物セラミックスだった。

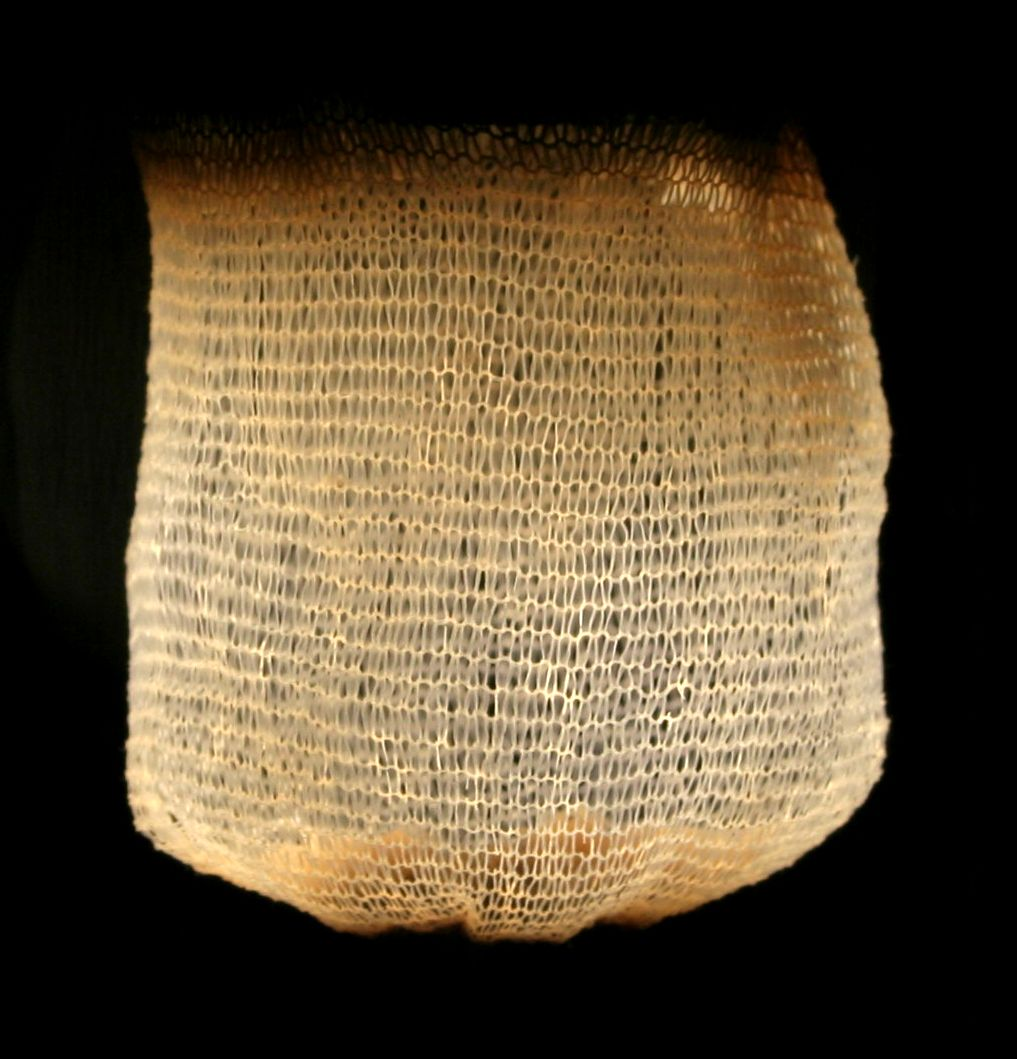
最大光度で光っているコールマンのホワイトガソリンを使ったランタンのマントル

ランタンの歴史的な最初の用途は、ガスランタンマントルである。カール・ヴェルスバッハは酸化ランタンと酸化ジルコニウムの混合物を使用し、これをActinophorと呼び1886年に特許を取得した。元々のマントルは緑色の光を発しあまり成功せず、1887年にAtzgersdorfに工場を設立した彼の最初の会社は1889年に失敗した。
ランタンの現代的な用途は以下。

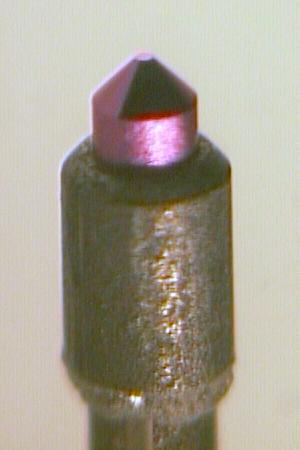
LaB_{6}熱陰極

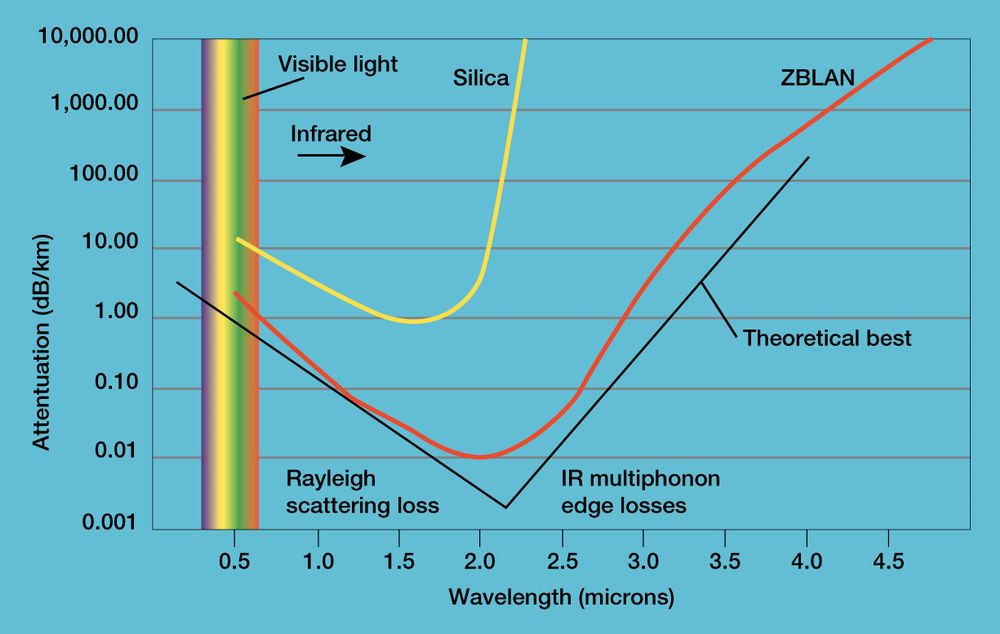
ZBLANガラスとシリカの赤外線透過(減衰)率の比較

- ニッケル・水素充電池の負極材として使用される材料の1つはLa(Ni3.6Mn0.4Al0.3Co0.7)である。他のランタノイドを除去するためのコストが高いため、純粋なランタンの代わりにランタンを50%以上含むミッシュメタルが使用されている。化合物はAB5タイプの金属間化合物である[37][38]。

2017年頃までの一部のハイブリッドカー、特に日本車はニッケル水素電池を使用しているため、ハイブリッドカーの生産には大量のランタンが必要となる。トヨタ・プリウスの典型的なハイブリッド自動車用バッテリーには10 - 15キログラム (22 - 33 lb)のランタンが必要である。技術者が燃料効率を向上させるために技術を推進すると、1台の自動車につき2倍の量のランタンが必要になる可能性がある。
- 水素スポンジ合金はランタンを含むことができる。これらの合金は可逆的な吸着過程で水素気体を自身の体積の400倍まで貯蔵することができる。熱エネルギーはこれを行うたびに放出される。それゆえ、これらの合金は省エネルギーシステムの可能性を持っている[11][43]。
- ミッシュメタルは軽い火打ち石で使われる発火合金で、25%から45%のランタンを含む[44]。
- 酸化ランタンやホウ化ランタンは、電子の放射率が高い熱陰極材料として電子真空管に使用されている。LaB6の結晶は電子顕微鏡やホールスラスタ用の高輝度、長寿命、熱電子放出源として使用されている[45]。
- 三フッ化ランタン(LaF3)はZBLANと呼ばれる重フッ化ガラスの必須成分である。このガラスは赤外域の透過率に優れているため、光ファイバ通信システムに使用されている[46]。
- セリウムをドープした臭化ランタンや塩化ランタンは、最近の無機シンチレータであり、高い光収率、最高のエネルギー分解能、速い応答性を兼ね備えている。この高い収率は優れたエネルギー分解能に変換され、さらに、光出力は非常に安定しており、非常に広い温度範囲で非常に高いため、高温で使うのには特に魅力的である。これらのシンチレータは、中性子やガンマ線の検出器ですでに広く商業的に使用されている[47]。
- 炭素アーク灯は光の質を向上させるために希土類元素の混合物を使用する[17]。この用途、特にスタジオの照明用や投影用の映画産業によるものは、炭素アーク灯が段階的に廃止されるまで、生産される希土類化合物の約25%を消費していた[11][48]。
- 酸化ランタン(La2O3)は、ガラスの耐アルカリ性を向上させ、希土類ガラスの高屈折率や低分散のため、赤外線吸収ガラスなどの特殊光学ガラスやカメラ、望遠鏡レンズの製造に使われている[11][17]。また、酸化ランタンは窒化ケイ素や二ホウ化ジルコニウムの液相焼結時の粒成長添加剤として使われている[49]。
- 鋼に添加される少量のランタンは、鋼の展性、耐衝撃性、延性を向上させる。その一方でモリブデンにランタンを添加するとその硬度と温度変化への感度を低下させる[11]。
- 藻類のえさとなるリン酸塩を除去するために、少量のランタンが多くのプール製品に含まれている[50]。
- タングステンへの酸化ランタン添加剤は放射性トリウムの代わりとして、TIG溶接の電極に使用されている[51][52]。
- ランタンなど希土類元素の各種化合物（酸化物、塩化物など）は、石油分解助触媒など様々な触媒の成分である[53]。
- ランタン・バリウム放射年代測定は、岩石や鉱石の年代を推定するために使用されているが、この技術の普及度は限られている[54]。
- 炭酸ランタンは、末期腎疾患に見られる高リン血症の場合に過剰なリン酸塩を吸収する薬（Fosrenol, シャイアー (企業)）として承認されている[55]。
- フッ化ランタンは蛍光体ランプのコーティングに使用されている。また、フッ化ユーロピウムと混合して、フッ化物イオン選択電極の結晶膜にも使われている[7]。
- ホースラディッシュペルオキシダーゼと同様、ランタンは分子生物学において電子密度の高いトレーサーとして使用されている[56]。
- ランタン修飾ベントナイト（またはphoslock）は、湖沼処理において水からリン酸塩を除去するために使用される[57]。

## 生物学的役割
ランタンはヒトでの生物学的役割は知られていない。この元素は経口投与後は非常に吸収が悪く、注射した場合その排泄は非常に遅い。炭酸ランタン(Fosrenol)は末期腎疾患の場合に過剰なリン酸塩を吸収するためのリン酸塩結合剤として承認された。
ランタンはいくつかの受容体やイオンチャネルに対して薬理学的効果を持つが、GABA受容体に対する特異性は3価の陽イオンの中でも独特である。ランタンは、ネガティブアロステリックモジュレーターとして知られる亜鉛のGABA受容体上の同じモジュレーター部位で作用する。ランタン陽イオンLa3+はネイティブおよび組換えGABA受容体においてポジティブアロステリックモジュレーターであり、サブユニット配置に依存した方法で開口チャネル時間を増加させ、脱感作を減少させる。
ランタンはメタン資化細菌Methylacidiphilum fumariolicum SolVのメタノールデヒドロゲナーゼに必須の補因子であるが、ランタノイドの化学的類似性が非常に高いため、セリウム、プラセオジム、ネオジムで置換しても悪影響はなく、それより小さいサマリウム、ユーロピウム、ガドリニウムでも成長が遅い以外の副作用はない。

## 危険性
ランタンは低度から中度の毒性を持ち、取り扱いには注意が必要である。ランタン溶液を注射すると、高血糖症、低血圧、脾臓の変性、肝臓の変化が生じる。炭素アーク灯に用いたことで人々を希土類元素の酸化物やフッ化物にさらし、ときに塵肺を引き起こした。La3+イオンはCa2+イオンと大きさが似ているため、医学研究では後者のトレースが簡単にできる代替物として使用されることがある。他のランタノイド同様、ヒトの代謝に影響を与え、コレステロール値、血圧、食欲、血液凝固のリスクを低下させることが知られている。脳に注射するとモルヒネや他のアヘン剤同様鎮痛剤として機能するが、その背後にあるメカニズムは現在のところ不明である。

## 関連書物
- Greenwood, Norman N.; Earnshaw, A. (1984), Chemistry of the Elements, Oxford: Pergamon, ISBN 0-08-022057-6